# Dermatovenerologija
Dermatovenerologija ili dermatologija je nauka o koži i polno prenosivim bolestima. Ona je jedinstvena specijalnost koja obuhvata medicinske i hirurške aspekte. Dermatolog se stara o bolestima u najširem smislu reči, kao i o nekim kozmetičkim problemima kože, kose, i noktiju. To je specijalnost sa medicinskim i hirurškim aspektima.

## Dermatologija
Dermatologija proučava:
- Mikroskopsku građu kože i vidljivih sluznica,
- Makroskopsku građu kože i vidljivih sluznica,
- Funkcije kože,
- Oboljenja kože,
- Lečenje oboljenja kože.

## Venerologija
Venerologija je nauka o polnim bolestima. Venerologija proučava:
- Bolesti koje se prenose polnim putem, (engl. sexually transmited diseases, STD),
- Lečenje STD,
- Epidemiologiju STD.[8]

## Dermatovenerologija
Dermatovenerologija je povezana sa mnogim drugim granama medicine, i to:
- Onihologijom (naukom o nokatima),
- Trihologijom (naukom o dlaci),
- Mikologijom (naukom o gljivicama),
- Bakteriologijom (naukom o parazitima),[9]
- Virusologijom (naukom o virusima),
- Genetikom (naukom o nasleđivanju),
- Embriologijom
- Internom medicinom,
- Hirurgijom,
- Imunologijom,
- Psihijatrijom.

## Kozmetologija
Uz dermatovenerologiju, kao posebna granu medicine, izučava se medicinska kozmetologija, nauka koja se bavi negom i ulepšavanjem zdrave kože.
U skoro svim sredinama postoji rezervisanost prema obolelima kože, naročito STD bolestima. Međutim, prema obolelima od kožnih ili polnih bolesti treba se odnositi kao i prema svim drugim bolesnicima. Zbog toga je potrebno aktivno organizovati zdravstveno – prosvetni rad u svim sredinama, i tako ukazivati na ovaj problem.
Ovo se naročito odnosi na STD, gde se često ne može prekinuti lanac zaraze, zbog toga što oboleli svesno prikrivaju postojanje zaraze i / ili identitet partnera. Pravovremeno lečenje je važno u suzbijanju same bolesti, kao i zbog mogućih kasnijih komplikacija.

### Kozmetički tehničar
Za kozmetičkog tehničara je neophodno da poznaje osnovne kožne bolesti, njihovu kliničku sliku i način lečenja. Naročita pažnju treba se posvećuje izučavanju oboljenja kože lica. Osim kožnih oboljenja lokalizovanih na licu, važno je poznavanje i kožnih bolesti koje se mogu direktnim ili indirektnim kontaktom prenositi (gljivična oboljenja, šuga, vašljivost, STD). Posledica nepoznavanja ovih bolesti jeste njihovo širenje direktnim kontaktom ili preko materijala sa kojim se u kozmetičkom, pedikirskom ili frizerskom poslu radi. 
Postoje kožna oboljenja kod kojih se nijedan kozmetički tretman ne sme vršiti, i koja leči isključivo lekar specijalista.

## Medicinska kozmetologija
U medicinskoj kozmetologiji, novoj naučnoj disciplini, proučavaju se problemi nege i ulepšavanja zdrave kože i estetskog popravljanja nekih kožnih mana.
Razvoj medicinske kozmetologije je uslovljen razvojem:
- Hemijske i farmaceutske industrije,
- Dermatologije i
- Plastične hirurgije.

## Obuka

### Sjedinjene Države
Nakon sticanja medicinske diplome (M.D. ili D.O.), dužina obuke u Sjedinjenim Državama za opšteg dermatologa da ispunjava uslove sertifikacionih odbora od strane Američke akademije za dermatologiju, Američkog odbora za dermatologiju ili Američkog osteopatskog odbora za dermatologiju je ukupno od četiri godine. Ova obuka se sastoji od početne medicinske, prelazne, hirurške ili pedijatrijske pripravničke godine, nakon čega sledi trogodišnji dermatološki specijalistički staž. Nakon ove obuke, jednogodišnja ili dvogodišnja postrezidencijalna obuka je dostupna u imunodermatologiji, fototerapiji, laserskoj medicini, Mosovoj mikrografskoj hirurgiji, plastičnoj hirurgiji, dermatopatologiji ili dečjoj dermatologiji. Tokom poslednjih nekoliko godina, dermatološke pozicije specijalističkog staža u SAD-u bile su među najkonkurentnijih za dobijanje.
Sjedinjene Države već više od jedne decenije doživljavaju nacionalni nedostatak dermatologa. Studija koju je objavio Journal of the American Medical Association izvestila je o manje od 3,4 dermatologa na svakih 100.000 ljudi.

## Literatura
- Random House Webster's Unabridged Dictionary. Random House, Inc. 2001. стр. 537. ISBN 037572026 Проверите вредност параметра |isbn=: length (помоћ).
- R Wootton R, Oakley A (2002). Teledermatology. Royal Society of Medicine Press Ltd.
- Soyer HP, Hofmann-Wellenhof R, Massone C, Gabler G, Dong H, Ozdemir F, Argenziano G (април 2005). „telederm.org: freely available online consultations in dermatology”. PLOS Medicine. 2 (4): e87. PMC 1087218 . PMID 15839749. doi:10.1371/journal.pmed.0020087 .
- Ebner C, Gabler G, Massone C, Hofmann-Wellenhof R, Lozzi GP, Wurm EM, Soyer HP (2006). „Mobile Teledermatology coming of age”. Elektrotechnik und Informationstechnik. 123 (4): 148—151. S2CID 19556047. doi:10.1007/s00502-006-0333.
- Scheinfeld N, Fisher M, Genis P, Long H (2003). „Evaluating patient acceptance of a teledermatology link of an urban urgent-care dermatology clinic run by residents with board certified dermatologists”. Skinmed. 2 (3): 159—62. PMID 14673291. doi:10.1111/j.1540-9740.2003.02187.x.
- Lipozencić J, Pastar Z, Janjua SA (2007). „Teledermatology”. Acta Dermatovenerologica Croatica. 15 (3): 199—201. PMID 17868546.
- Minton, T. J. (август 2008). „Contemporary Mohs surgery applications”. Current Opinion in Otolaryngology & Head and Neck Surgery. 16 (4): 376—80. PMID 18626258. S2CID 10668953. doi:10.1097/MOO.0b013e3283079cac.
- Mikhail, George R.; Mohs, Frederic Edward (1991). Mohs micrographic surgery. Philadelphia: W.B. Saunders. стр. 13. ISBN 978-0-7216-3415-9.
- Gross, Kenneth Gary; Steinman, Howard K.; Rapini, Ronald P. (1999). Mohs Surgery: Fundamentals and Techniques. Saint Louis: Mosby. ISBN 978-0-323-00012-3.
- Ad Hoc Task Force.;  . (октобар 2012). „AAD/ACMS/ASDSA/ASMS 2012 appropriate use criteria for Mohs micrographic surgery: a report of the American Academy of Dermatology, American College of Mohs Surgery, American Society for Dermatologic Surgery Association, and the American Society for Mohs Surgery.”. Journal of the American Academy of Dermatology. 67 (4): 531—50. PMID 22959232. doi:10.1016/j.jaad.2012.06.009.
- American Academy of Dermatology (фебруар 2013), „Five Things Physicians and Patients Should Question”, Choosing Wisely: an initiative of the ABIM Foundation, American Academy of Dermatology, Архивирано из оригинала 01. 12. 2013. г., Приступљено 5. 12. 2013
- Maloney, Mary E. (1999). Surgical dermatopathology. Malden, Mass: Blackwell Science. ISBN 978-0-86542-299-5.
- Bowen GM, White GL, Gerwels JW (септембар 2005). „Mohs micrographic surgery”. American Family Physician. 72 (5): 845—8. PMID 16156344.
- O'Reilly, Susan E.; Knowling, Meg (4. 3. 2005). „Basal Cell Carcinoma”. Cancer Management Guidelines. BC Cancer Agency. Архивирано из оригинала 2. 2. 2009. г.
- „Mohs Surgery”. Mayo Clinic. Приступљено 12. 5. 2020.
- Alcalay, J. (август 2001). „Cutaneous surgery in patients receiving warfarin therapy”. Dermatologic Surgery. 27 (8): 756—8. PMID 11493301. S2CID 43738930. doi:10.1046/j.1524-4725.2001.01056.x.
- Mohs, Frederic Edward (1978). Chemosurgery: microscopically controlled surgery for skin cancer. Springfield, Ill: Thomas. ISBN 978-0-398-03725-3.
- Wennberg AM, Larkö O, Stenquist B (септембар 1999). „Five-year results of Mohs' micrographic surgery for aggressive facial basal-cell carcinoma in Sweden”. Acta Dermato-Venereologica. 79 (5): 370—2. PMID 10494714. doi:10.1080/000155599750010292 .
- McDaniel S, Goldman GD (децембар 2002). „Consequences of using escharotic agents as primary treatment for nonmelanoma skin cancer”. Archives of Dermatology. 138 (12): 1593—6. PMID 12472348. doi:10.1001/archderm.138.12.1593 .
- Mohs, Frederic Edward (1956). Chemosurgery in cancer, gangrene and infections: featuring a new method for the microscopically controlled excision of cancer. Springfield, Ill: Thomas. OCLC 488726321.
- „This Week in FDA History”. U.S. Food and Drug Administration. Архивирано из оригинала 8. 11. 2006. г. Приступљено 2008-08-27.

## Spoljašnje veze
- „Liposuction - Who Invented Liposuction?”. Inventors.about.com. 2012-04-09. Архивирано из оригинала 2008-11-07. г. Приступљено 2012-10-28.